# Ouamri
Ouamri (em árabe: وامري) é uma comuna localizada na província de Médéa, Argélia. De acordo com o censo de 2008, a população total da cidade era de 15 978 habitantes.